# Мак східний
Мак східний (Papaver orientale) — вид квіткових рослин родини макові (Papaveraceae)

## Поширення
Батьківщина цієї рослини — гори і ліси Центральної Азії, але вирощують мак східний у середніх кліматичних зонах.

## Опис
Це багаторічна рослина з міцними щетинистими стеблами висотою 80 — 100 см. Квітки поодинокі, діаметром до 18 см, яскраво-червоного кольору. В основі пелюсток є чорні, темно-фіолетові або коричневі оксамитові плями. Існують сорти з махровими квітками. Листя велике ворсисте світло-зеленого кольору. Листя відмирає після цвітіння, а восени після дощів знову з'являються розетки з молодим листям.

## Особливості
Мак східний любить відкриті сонячні ділянки, але витримує невелике затінення. Цвіте в середині травня — середині червня до 30 днів. Масове цвітіння — до 22 днів в III декаді травня — І декаді червня.

## Використання
Цінується садівниками за раніше цвітіння, тривалість цвітіння маку східного з середини травня по середину червня. Це декоративна рослина являє собою потужний кущ, під яким практично не ростуть бур'яни, з великими квітами, який успішно використовується, щоб створити яскраве оформлення квітника на дачі і перед будинком.